# Izjasław Włodzimierzowicz
Izjasław Włodzimierzowicz – książę trembowelski w 1210 r. Poprzednio i następnie należało do księstwa halickiego.